# WASP-132
WASP-132 är en ensam stjärna belägen i den mellersta delen av stjärnbilden Vargen. Den har en  skenbar magnitud av ca 11,938 och kräver ett teleskop för att kunna observeras. Baserat på parallax enligt Gaia  Data Release 3 på ca 8,09 mas beräknas den befinna sig på ett avstånd av ca 403 ljusår (ca 124 parsec) från solen. Den rör sig bort från solen med en heliocentrisk radialhastighet av ca 32 km/s.

## Egenskaper
WASP-132 är en orange stjärna i huvudserien av spektralklass K4 V. Den har en massa av ca 0,78 solmassa, en radie av ca 0,75 solradie och utsänder energi från dess fotosfär motsvarande ca 0,25 gånger solen vid en effektiv temperatur av ca 4 700 K. Stjärnan är metallrik med en metallicitet (Fe/H) på 0,18 ± 0,12 dex. Dess åldersuppskattning varierar kraftigt mellan publikationer från 3,2 ± 0,5 till 7,2 +4,3−4,4 miljarder år. Detsamma gäller dess rotationshastighet, med presenterade värden på 0,90 ± 0,80 km/s och 3,3 ± 0,6 km/s.

## Planetsystem
År 2017 upptäcktes en het Jupiter, exoplanet (b), som kretsar kring stjärnan, följt av en het superjord (c) 2022 och en kall superjupiter (d) 2024, den sistnämnda höll på att granskas i oktober 2024. Om bekräftelsen av planeten d accepteras, gör detta att WASP-132, tillsammans med WASP-47, den enda stjärnan med både en nära en het Jupiter och en superjupiter mycket längre ut.
| Planet | Massa              | Halv storaxel (AE)    | Siderisk omloppstid (d) | Excentricitet  | Inklination       | Radie                 |
| ------ | ------------------ | --------------------- | ----------------------- | -------------- | ----------------- | --------------------- |
| c      | 6,26 +1,84−1,83 M🜨 | 0,01833 +0,00079−0,07 | 1,01153624 ± 0,00000086 | -              | 88,82+0,67−0,69°  | 1,841 +0,094−0,093 R🜨 |
| b      | 0,428 ± 0,015 MJ   | 0,0674 ± 0,0029       | 7,1335164 ± 0,0000019   | 0,0163 ± 0,067 | 89,46 +0,13−0,11° | 0,901 ± 0,038 RJ      |
| d      | ≥5,16 ± 0,52 MJ    | 2,71 ± 0,12           | 1 816,6 ± 44,4          | 0,120 ± 0,078  | -                 | -                     |